# Autorità di bacino interregionale del fiume Tronto
L'Autorità di bacino interregionale del fiume Tronto è una delle Autorità interregionali istituite a seguito dell'art. 13 della legge del 18 maggio 1989, n. 183 che gestisce il bacino idrografico dell'omonimo fiume.
Il territorio gestito è suddiviso fra i seguenti enti:
- Abruzzo
  - Provincia dell'Aquila
    - 3 comuni
- Lazio
  - Provincia di Rieti
    - 2 comuni
- Marche
  - Provincia di Ascoli Piceno
    - 24 comuni

La sede amministrativa è a Ascoli Piceno.